# إيرين كروكر
إيرين كروكر (بالإنجليزية: Erin Crocker)‏ هي سائقة سباق أمريكية، ولدت في 23 مارس 1981 في Wilbraham, Massachusetts ‏ في الولايات المتحدة.

## وصلات خارجية
- إيرين كروكر على موقع Racing-Reference.info (الإنجليزية)